# Sete princípios do homem
Os sete princípios do homem, segundo a Teosofia, são os veículos que ele possui para manifestar-se nos diversos planos. Em seu conjunto formam a constituição setenária do homem. Costuma-se usar expressões em sânscrito para designar estes princípios, devido a estas ideias serem inspiradas no Hinduísmo.

## A constituição setenária segundo a Teosofia
Um princípio, para a Teosofia, é um começo, um fundamento, uma fonte e uma essência de onde as coisas procedem. Princípios são assim as essências fundamentais das coisas. Estes princípios, tanto no Homem quanto na natureza, são teosoficamente enumerados como sete.
Segundo a Teosofia, o sete é o número fundamental da manifestação, frequentemente encontrado em diferentes cosmogonias, assim como nos dogmas de diversas religiões e na tradição de muitos povos antigos.
O Homem, assim como a natureza, é chamado de saptaparna (planta de sete folhas), simbolizado geometricamente por um triângulo sobre um quadrado. Nesta constituição setenária, podemos entender o Atman como a coroa que encima a constituição humana (a ponta superior do triângulo), fornecendo-lhe o seu espírito imortal.
Podemos dizer que a Tríade superior é a parte imortal da natureza humana, o "espírito" e alma da terminologia Cristã, enquanto que o Quaternário inferior é a parte mortal, o "corpo", do Cristianismo.
Segundo Blavatsky, o Absoluto emana de si raios, que são chamados de Mônadas ou Atman. Estas Mônadas são a Essência Imortal do Homem.
O Atman, com o objetivo de individualizar-se, emana de si um princípio mais denso chamado Budhi. Esta díade Atman-Budhi reveste-se de princípios cada vez mais densos, e em número de sete. Iniciando do mais denso para o mais sutil:
1. Sthula sharira - O corpo físico, corpo denso.
2. Prâna - O corpo vital;
3. Linga sharira - O duplo etérico, o corpo astral na teosofia original, de Blavatsky;
4. Kâma rupa - O corpo de desejos ou corpo emocional, o corpo astral na literatura teosófica posterior a Blavatsky;
5. Manas - Nossa Alma Humana, ou Mente Divina. É o elo entre a Díade Atman-Budhi e nossos princípios inferiores; O corpo mental de Manas inferior;
6. Budhi - Nossa Alma Divina;
7. Atman - O raio do Absoluto, nossa Essência Divina;

A tríade Atma-Budhi-Manas é a parte superior e imortal do Homem, sendo os restantes quatro princípios chamados de "princípios inferiores" ou "quaternário inferior".
A constituição setenária proposta por Blavatsky e a Teosofia é uma síntese de ideias da filosofia oriental (Advaita Vedanta, Samkhya) e ocidental (Platonismo, ocultismo). Todas estas correntes concordam que a constituição humana é formada por sete princípios.
Embora a ideia original de Blavatsky tenha sofrido posteriores modificações, feitas por esoteristas como Leadbeater, Rudolph Steiner e Alice Bailey, a descrição dos sete princípios de Blavatsky permanece consistentemente como base do pensamento esotérico ocidental, .

## A constituição do homem segundo outras religiões e filosofias
Na literatura rosacruciana de Max Heindel (que foi também teósofo), fundador da Fraternidade Rosacruz, é apresentada uma constituição sétupla do Homem. Neste caso, diz-se que o homem é um Espírito tríplice (ou Ego formado por três aspectos: Espírito Divino, Espírito de Vida e Espírito Humano), possuindo uma mente que governa, como uma reflexão invertida , o tríplice corpo (corpo denso, corpo vital e corpo de desejos). Assim, durante o presente "Dia de Manifestação" que elevará o homem da impotência à onipotência (da inocência à virtuosidade), o Espírito Divino emana de si o corpo denso extraindo como alimento a Alma consciente; o Espírito de Vida emana de si o corpo vital, extraindo como alimento a Alma intelectual; e o Espírito Humano emana de si o corpo de desejos, extraindo como alimento a Alma emocional.
A constituição do homem segundo os Mestres Ascensos
Nos ensinamentos da The Summit Lighthouse, o homem também é constituído de sete corpos: três corpos superiores: o Corpo da Presença do EU SOU, o Corpo Causal e o Santo Cristo Pessoal e quatro corpos inferiores: o corpo etérico, o corpo mental, o corpo emocional (ou astral) e o corpo físico.
Os três corpos superiores correspondem ao plano do Espírito e os quatro corpos inferiores ao plano da matéria.
Além disto, outras correntes rosacruzes, como é o caso da Fraternitas Rosicruciana Antiqua, preferem propor uma constituição humana formada por três princípios: Corpo, alma e espírito. Neste esquema tríplice, o Corpo é associado ao corpo denso; a alma é associada ao corpo astral; e o espírito aos princípios superiores do homem. A alma se constitui no elo que une e liga o corpo e o espírito. Um ideia semelhante é o perispírito da doutrina espírita, elemento mais sutil que o corpo, porém mais denso que o espírito e que o reveste.